# Llámame Bruna
Llámame Bruna (titulada originalmente en portugués: Me Chama de Bruna) es una serie de televisión original de Fox Premium realizada y producida en Brasil, basada en la historia real de Bruna Surfistinha una exprostituta y exactriz porno que se hizo famosa por escribir un libro contando su historia y confesando que ejerció la prostitución cuando solo tenía 17 años de edad.
Es protagonizada por la actriz y modelo brasileña Maria Bopp. La serie se estrenó el 9 de octubre de 2016 en Fox1 y en la App.
La serie recibió dos nominaciones para el Premios Platino en la categoría Mejor Serie y Mejor Actriz por Maria Bopp.
El 7 de diciembre de 2018, se estrenó la tercera temporada. El 13 de diciembre de 2019, se estrenó la cuarta temporada.

## Argumento
Raquel (Maria Bopp) es una joven de clase media alta que vive con sus padres en el interior de San Pablo: un día decide cambiar de vida, se escapa de casa y se muda a la capital, donde comienza a trabajar en el prostíbulo de lujo de Stella (Carla Rivas), una vieja madama. Nancy (Suzana Kruger), ayudante de Stella, inmediatamente se preocupa con el hecho de que la chica sea menor de edad. Raquel sufre de agresión por parte de algunos de sus clientes y se da cuenta de que no debió escaparse de su casa y a veces se arrepintia de lo que hizo pero a la vez le gustaba su trabajo. Raquel sufre con la rivalidad de las otras prostitutas del lugar por ser la más buscada por los clientes, Georgette (Stella Rabello) y Mónica (Luciana Paes) y sobre todo Jessica (Nash Laila), que hace de todo para echar a Raquel del prostíbulo. Raquel se hace amiga de JR (Jonathan Haagensen), el hijo de Stella, quien es el encargado de escoger a las chicas que trabajaran en el prostíbulo él se enamora de ella, él es la única persona que la ayuda y la defiende cada vez que le pasa algo malo. Entre sus clientes, las adversarias y su familia, Raquel esta cada vez más convencida de que ese es su lugar, descubre su cuerpo y su sexualidad transformándose en Bruna, en una de las escorts más solicitadas de la ciudad de San Pablo.

## Reparto
- Maria Bopp - Raquel (Bruna)
- Carla Rivas - Stella
- Suzana Kruger - Nancy
- Jonathan Haagensen - Zé Ricardo (JR)
- Stella Rabello - Georgette
- Luciana Paes - Mónica
- Nash Laila - Jessica
- Debora Ozório - Alice
- Lica Oliveira - Camila

## Episodios
| Temporada | Temporada | Episodios | Episodios | Emisión original        | Emisión original        |
| Temporada | Temporada | Episodios | Episodios | Primera emisión         | Última emisión          |
| --------- | --------- | --------- | --------- | ----------------------- | ----------------------- |
|           | 1         | 8         | 8         | 9 de octubre de 2016    | 27 de noviembre de 2016 |
|           | 2         | 8         | 8         | 22 de octubre de 2017   | 10 de diciembre de 2017 |
|           | 3         | 8         | 8         | 7 de diciembre de 2018  | 25 de enero de 2019     |
|           | 4         | 8         | 8         | 13 de diciembre de 2019 | 31 de enero de 2020     |